# 劉涇 (嘉靖進士)
劉涇（1510年—1567年），字叔清，號次山，河南懷慶衛軍籍直隸靖江縣人，明朝政治人物。同進士出身。

## 生平
嘉靖十六年（1537年）丁酉科河南鄉試第四十一名舉人。嘉靖二十六年（1547年）中式丁未科會試第二百七十名，登第三甲第六名進士。四月改庶吉士，送翰林院讀書，二十八年十月授贵州道监察御史，奉命清軍順天，三十四年巡按雲南，出为凤翔府知府，丁父憂歸。服闋，起補登州府知府，官至山西按察司副使、整饬潞安兵备，分巡冀南，四十二年十月被弹劾閑住。隆慶元年（1567年）冬卒，享年五十有八。

## 家族
曾祖劉通；祖父劉寬；父劉綱，母何氏；繼母倫氏。具庆下。兄漢、渭。弟溱、瀾、洧。子刘桢、刘楷、刘桂、刘彬、刘楫、刘森。